# Winthemia venustoides
Winthemia venustoides är en tvåvingeart som beskrevs av Louis-Paul Mesnil 1967. Winthemia venustoides ingår i släktet Winthemia och familjen parasitflugor. Inga underarter finns listade i Catalogue of Life.